# Prepreg

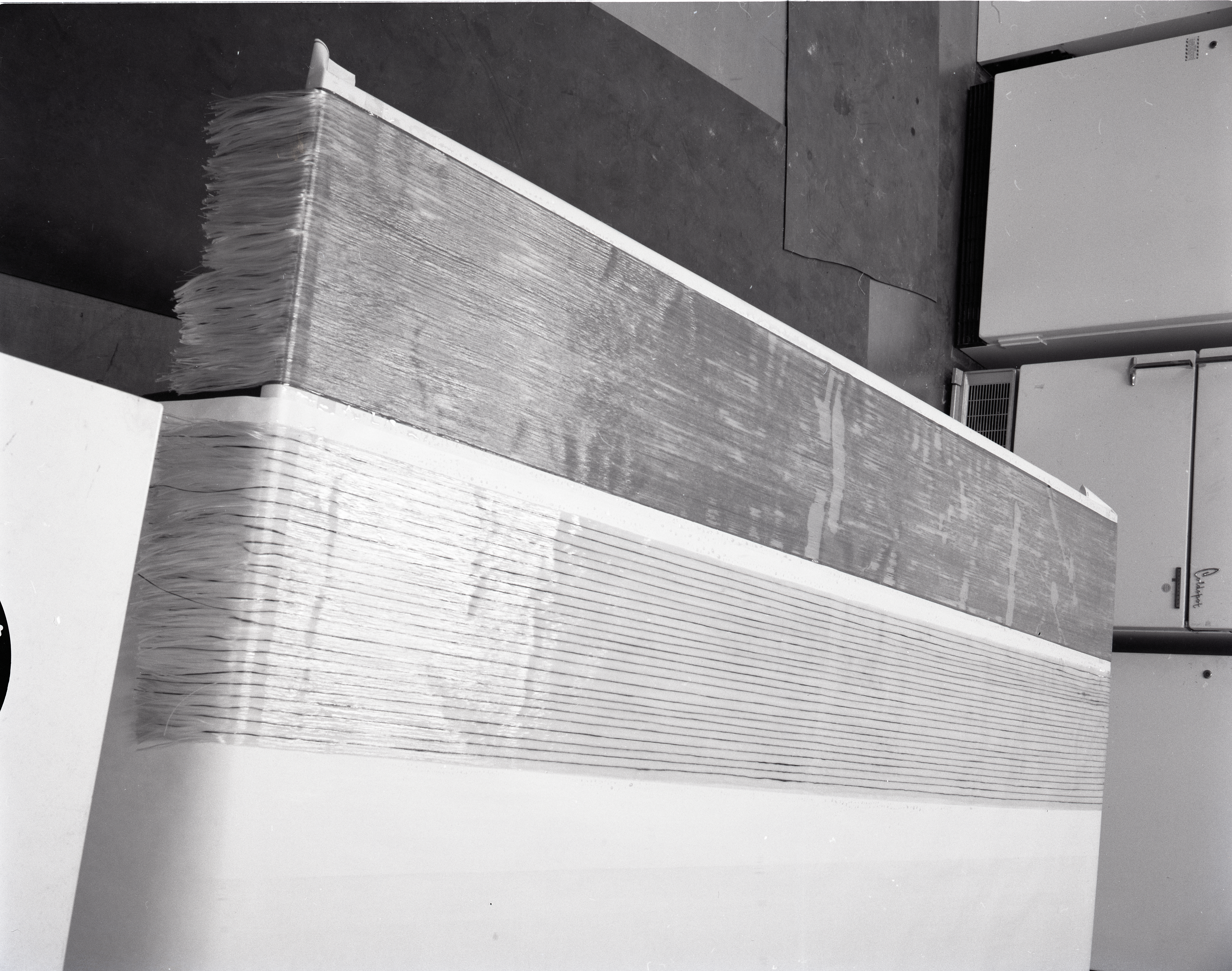
Prepregy z filamentů předimpregnovaných pryskyřicí (USA 1979)

Prepregy jsou polotovary k výrobě vláknových kompozitů, jejichž hlavní složkou je výztuž předimpregnovaná částečně vytvrzenými pryskyřicemi.
Prepregové listy se případně vrství do požadované tloušťky, dotvarují ve formách a dotvrdí se působením tepla a tlaku.
Prepreg je zkrácený tvar anglického preimpregnated fibres, česky: „předimpregnovaná vlákna“.

## Výztuže
Na výztuže se používají textilní materiály, zejména skleněná, uhlíková a aramidová vlákna.
Podle geometrie výztuže se dají rozeznávat prepregy
- jednosměrné, s tloušťkou běžně 0,1-0,15 mm a jako fólie s tloušťkou pod 25 mikronů[2], vyrobené z rovingů
- vícevrstvé, s jednotlivými vrstvami tkanin kladenými nad sebou navzájem pod různými úhly
- kombinované s výztuží z tkanin a rohoží
- s prostorově vázanou pletenou nebo tkanou výztuží
- s výztuží ze sekaných vláken (technologie SMC)

## Matrice
K impregnaci prepregů se nejčastěji používají nenasycené polyesterové pryskyřice, vinylové a epoxidové pryskyřice.

## Výroba a zpracování prepregů
Impregnační látka má lehce lepkavou konzistenci, během ukládání výztuže nesmí ztuhnout a proto se chladí na cca –21 °C.
Technologie následujícího zpracování se volí podle použitých materiálů a druhu výsledného kompozitu.
Ke známým způsobům výroby patří například:
- Ruční kladení prepregu a vytvrzování v autoklávu[3]
- Strojní kladení prepregu s reaktoplastickou matricí ATP (“Automated Tape Laying”) a vytvrzování v autoklávu[4]
- Strojní kladení termoplastických prepregů[5]
- Šroubovicové navíjení za mokra[6]
- Kladení rovingového prepregu na otáčející se trn (AFP - “Automated Fiber Placement”)[7]
- Pultruze

Zvláštní skupinou předimpregnovaných materiálů jsou tzv. lisovací těsta – DMC (dough moulding compounds) a premixy – BMC (bulk moulding compounds) s výztužnými vlákny o délce 6-12-mm.

## Vlastnosti
Hlavní výhody prepregů jsou vysoký podíl vláknové výztuže, stejnoměrnost a hladkost hotových dílů, které souvisí s předem definovatelným a přesným uložením výztuže.
Vyšší cena oproti ostatním kompozitním materiálům, poměrně značný odpad při zpracování a nutnost skladování při nízkých teplotách jsou nevýhody prepregů

## Použití
Z prepregů se vyrábí především kompozitní díly pro letectví a kosmonautiku.
Známé jsou také technicky náročné produkty jako radarové dómy, náběhové a brzdové klapky, kryty komunikačních přístrojů a turbin aj.